# Джон Беркав
Джон Беркав (англ. John E. Bercaw, нар. 3 грудня 1944, Цинциннаті, Огайо, США) — американський хімік, галузь інтересів — металоорганічна хімія. Беркав здобув ступінь бакалавра у Державному університеті штату Північна Кароліна в 1967 році, захистив докторський ступінь в Університеті Мічигану в 1971 році під орудою Гана-Герберта Бринцингера. Далі провадив постдокторантуру у Чиказькому університеті під орудою Джека Гелпперна.

## Нагороди та визнання
- 1980:Премія Американського хімічного товариства в галузі чистої хімії[en]
- 1990:Премія Американського хімічного товариства в галузі металоорганічної хімії[de][4]
- 1990:член Національної академії наук США
- 1991:член Американської академії мистецтв і наук
- 1992:Премія Едуарда Франкліна Королівського хімічного товариства
- 1997:Премія Американського хімічного товариства за непересічний внесок у розвиток неорганічної хімії[5]
- 1999:Chemical Pioneer Award[en]
- 1999:Премія Джорджа Олаха Американського хімічного товариства у галузі вуглеводнів та нафтохімії[6]
- 2000:ACS Arthur C. Cope Scholar Award[7]
- 2005:Northwestern University — Chemistry Department's Basolo Medal
- 2008:University of Chicago Chemistry Department [Архівовано 1 вересня 2000 у Wayback Machine.] Closs Lecturer
- 2013:Премія Толмена[en][8][9]
- 2014:Медаль Вілларда Гіббза[10]
- 2017:ACS [Архівовано 12 липня 2018 у Wayback Machine.] Gabor A. Somorjai Award for Creative Research in Catalysis